# Schieferbergbau- und Heimatmuseum Holthausen

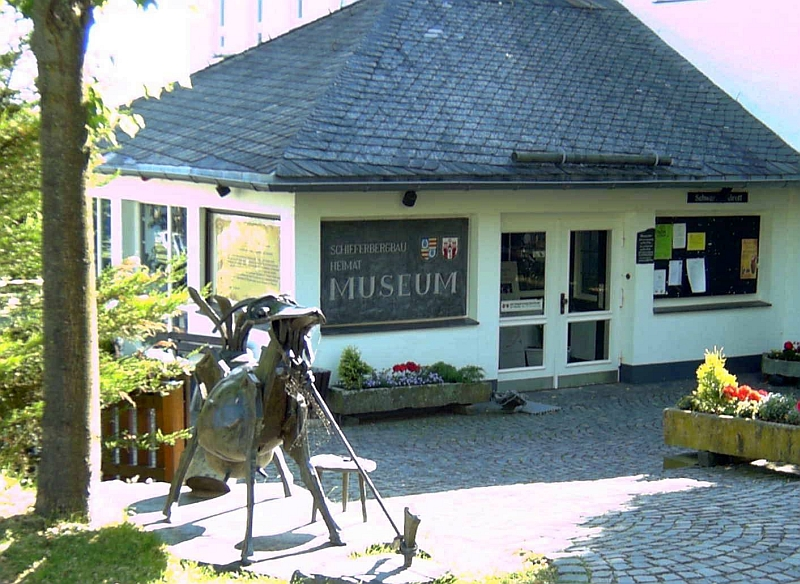
Eingangsbereich des Museums

Das westfälische Schieferbergbau- und Heimatmuseum Holthausen ist ein Museum im Stadtteil Holthausen von Schmallenberg im Hochsauerlandkreis. Angegliedert ist seit 2009 die Südwestfälische Galerie.

## Geschichte
Das Museum begann seine Sammlung 1974, seitdem ist der Schmallenberger Bürgermeister Rötger Belke-Grobe dessen Vorsitzender. In einer ehemaligen Schule wurde es im Jahre 1975 eröffnet. Heute verfügt das Museum über 2.500 m² Ausstellungsfläche. Es wird vom Museumsverein Holthausen e. V. getragen und von der Stadt Schmallenberg unterstützt.  2009 wurde die Südwestfälische Galerie angebaut.
Das Museum ist Herausgeber zahlreicher Schriften zur regionalen Geschichte. Ferner hat der Museumsverein zu den jährlichen Museumswochen etliche und Veröffentlichungen und Dokumentationen herausgegeben.

## Themenbereiche
Das Museum umfasst die Abteilungen Schiefer, Tier- und Pflanzenwelt, Textilverarbeitung, Volkskunde, Druckwerkstatt und Kunst. Neben der Organisation der Dauerausstellung werden regelmäßig auch Sonderausstellungen zu weiteren Themenbereichen gezeigt.
Themenbereiche der Dauerausstellung:
- Der Schieferbergbau blickt auf eine lange Tradition zurück und existiert auch heute noch im Sauerland. In der Schieferabteilung werden alle Bearbeitungsarten des Schiefers vom Abbau bis zur Fertigstellung gezeigt. Der museumseigene Stollen versetzt den Besucher unmittelbar in den unterirdischen Abbau.
- In der naturkundlichen Abteilung wird die heimatliche Flora und Fauna, Jagd und Holzwirtschaft von heute dargestellt.
- Eine weitere Abteilung widmet sich der Textilherstellung im Sauerland und insbesondere im Schmallenberger Raum. Die erste Strickmaschine wurde im Jahre 1869 in Schmallenberg aufgestellt. Schnell wuchs die Textilverarbeitung zum größten Industriezweig rund um die Stadt.
- Die Dauerausstellung unter dem Titel „Hexen-Gerichtsbarkeit im kurkölnischen Sauerland“ besteht seit 1984 und wird vom Landschaftsverband Westfalen-Lippe gefördert. Es werden das Ausmaß der Hexenprozesse im Sauerland dokumentiert und verschiedene Folterwerkzeuge gezeigt. Westfälische Kritiker der Hexenprozesse waren Anton Praetorius, Friedrich Spee und Michael Stappert.
- Im Bereich „Wirtschaftsleben“ ist eine alte Druckerei und Buchbinderei zu besichtigen.

## Südwestfälische Galerie

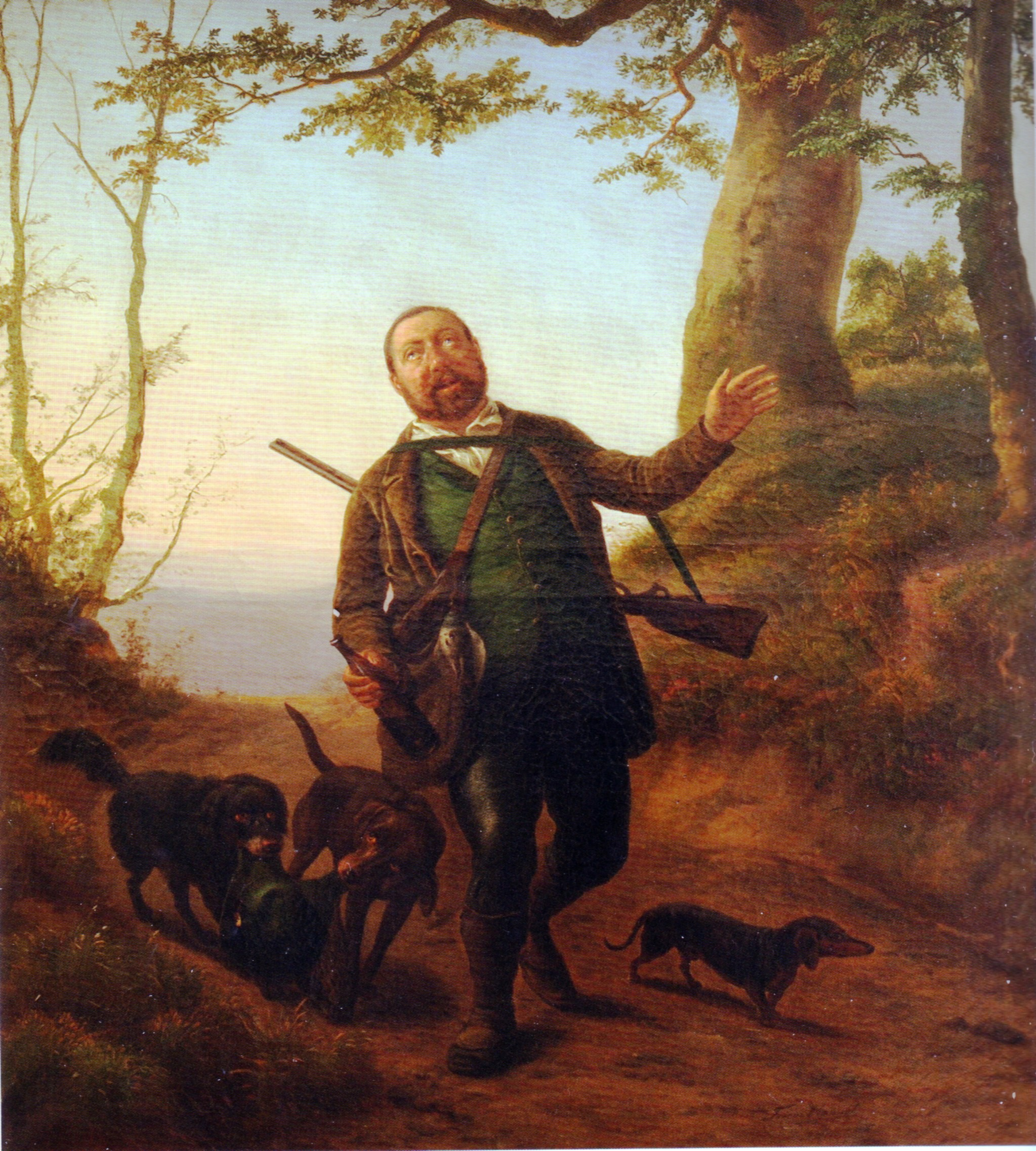
Fröhlicher Jäger kehrt von der Jagd heim von Friedrich Happel

In einem Neubau wurde die Südwestfälische Galerie als eigene Abteilung des Museums konzipiert. Auf rund 250 m² wird regionale Kunst – schwerpunktmäßig aus dem 19. und 20. Jahrhundert – als Dauerausstellung gezeigt. Das breite Spektrum des künstlerischen Schaffens wird dabei unter thematischen Aspekten vorgestellt:
- Sauerländische Landschaften
- Bilder von Menschen
- Künstler reisen
- Bilder aus der Lebens- und Arbeitswelt

Neben Paul Hermann Schoedder, Hinrich Grauenhorst und Carl Siebert gehören zu den in der Sammlung vertretenen Künstlern auch Eberhard Viegener, Reinhold Bicher, Josef und Gebhard Schwermer, Jochen Geilen, Hermann Springborn, Heinrich Poertgen, Johannes Dröge, Josef Voss, Hermann Falke und viele mehr. Ein besonderes Verhältnis zum Material Schiefer hatte der Bildhauer Eugen Senge-Platten, dem ein eigener Raum gewidmet ist.
Die Südwestfälische Galerie ist das einzige Museum, das sich dezidiert mit der Kunst des Sauerlandes befasst und diese als einen bedeutenden Faktor der regionalen Kulturgeschichte vermittelt.

## Lage
- Anschrift: Westfälisches Schieferbergbau- und Heimatmuseum Holthausen, Kirchstraße 7, 57392 Schmallenberg-Holthausen